# Арья (футбольный клуб)
«Арья́» (перс. آریا مشهد‎) — бывший иранский футбольный клуб из города Мешхед, основанный в 1960 году и расформированный в 1973 году. Являлся одной из сильнейших и известнейших команд Мешхеда и всей провинции Хорасан в 1960-е годы. В 1973 году из-за плохого участия и раннего вылета с Кубка Тахте Джамшид, клуб был неожиданно расформирован, а его игроки перешли в состав другого мешхедского клуба и ярого соперника «Арья» — «Абумуслим». Традиционными цветами «Арья» были жёлтый и зелёный цвета, а также белый цвет. Домашние матчи клуб проводил на стадионе «Саадабад» (ныне называется «Тахти»), вмещающего 15 тысяч зрителей.